# Penstemon atwoodii
Penstemon atwoodii är en grobladsväxtart som beskrevs av Stanley Larson Welsh. Penstemon atwoodii ingår i släktet penstemoner, och familjen grobladsväxter. Inga underarter finns listade i Catalogue of Life.